# Krzysztof Kazimirski
Krzysztof Kazimirski herbu Biberstein (zm. 15 czerwca 1618 w Kijowie) – kanonik tarnowski od 1583, prepozyt tarnowski od 1584, biskup kijowski od 1598.
Protegowany rodu książąt Ostrogskich. W 1598 został biskupem nominatem kijowskim, w 1599 uzyskał potwierdzenie papieskie, do swojej diecezji przybył w 1606.
Jego staraniem wzniesiono murowaną katedrę łacińską w Kijowie, gdzie też został pochowany.